# Jessica Mendoza
Pour les articles homonymes, voir Mendoza.
Jessica Mendoza (née le 11 novembre 1980 à Camarillo, Californie, États-Unis) est une ancienne joueuse de softball et une journaliste sportive. Elle remporta en 2004 une médaille d'or en softball aux Jeux olympiques d'Athènes puis une médaille d'argent en 2008 aux Jeux olympiques de Beijing, où elle remporta une médaille d'argent avec l'équipe américaine de softball.
À l'emploi d'ESPN depuis 2007, Jessica Mendoza devient en 2015 la première femme employée par la chaîne télévisée sportive à être analyste lors d'un match de la Ligue majeure de baseball.

## Biographie

### Carrière dans les médias
À l'emploi de la chaîne sportive ESPN depuis 2007, Jessica Mendoza est affectée à la couverture des Séries mondiales de softball féminin. 
En 2014, elle rejoint l'équipe de l'émission Baseball Tonight et est la première femme analyste lors de matchs des College World Series diffusés sur ESPN.
Le 24 août 2015, Mendoza devient la première femme analyste lors d'un match de la Ligue majeure de baseball diffusé sur ESPN, lorsqu'elle est aux côtés de Dave O'Brien et Dallas Braden lors du match opposant les Cardinals de Saint-Louis aux Diamondbacks de l'Arizona. C'est la première fois en 35 ans d'histoire que le réseau confie ce travail à une femme. Le 30 août suivant, elle est analyste aux côtés de John Kruk et du descripteur Dan Schulman pour Sunday Night Baseball, le match de la MLB diffusé le dimanche soir par ESPN et qui oppose ce soir-là les Cubs de Chicago aux Dodgers de Los Angeles. Elle prend la place de Curt Schilling, suspendu par le réseau.